# Episodi di Professor Young (seconda stagione)
La seconda stagione della serie televisiva Professor Young viene trasmessa in Canada su YTV dal 13 dicembre 2011 e in Italia la stagione parte su Disney Channel (Italia) dal 4 marzo 2013, dal lunedì al venerdì.
| nº  | Titolo originale  | Titolo italiano    | Prima TV Canada   | Prima TV Italia           |
| --- | ----------------- | ------------------ | ----------------- | ------------------------- |
| 1   | Mr. Claus         | Mr Babbo Natale    | 13 dicembre 2011  | 7 marzo 2013              |
| 2-3 | Mr. Spring Break  | Mr Vacanze estive  | 12 marzo 2012     | 1º aprile - 8 aprile 2013 |
| 4   | Mr. Matchmaker    | Mr Stranamore      | 26 marzo 2012     | 6 marzo 2013              |
| 5   | Mr. Sleep         | Mr Sonno           | 2 aprile 2012     | 4 marzo 2013              |
| 6   | Mr. TV            | Mr TV              | 9 aprile 2012     | 5 marzo 2013              |
| 7   | Mr. Pikles        | Mr Pickles         | 16 aprile 2012    | 11 marzo 2013             |
| 8   | Mr. Student       | Mr Studente        | 23 aprile 2012    | 20 marzo 2013             |
| 9   | Mr. Film Festival | Mr Film Festival   | 30 aprile 2012    | 15 marzo 2013             |
| 10  | Mr. Elephant      | Mr Elefante        | 7 maggio 2012     | 18 marzo 2013             |
| 11  | Mr. Candidate     | Mr Candidato       | 14 maggio 2012    | 13 marzo 2013             |
| 12  | Mr. Robot 2.0     | Mr Robot 2.0       | 28 maggio 2012    | 14 marzo 2013             |
| 13  | Mr. Rock Star     | Mr Rock Star       | 4 giugno 2012     | 21 marzo 2013             |
| 14  | Mr. Witness       | Il testimone       | 9 giugno 2012     | 12 marzo 2013             |
| 15  | Mr. College       | Echo va al college | 23 giugno 2012    | 22 marzo 2013             |
| 16  | Mr. Discovery     | Mr Scoperta        | 16 luglio 2012    | 8 marzo 2013              |
| 17  | Mr. Pixel         | Mr Pixel           | 30 luglio 2012    | 19 marzo 2013             |
| 18  | Mr. Dance         | Mr Dance           | 13 agosto 2012    | 26 marzo 2013             |
| 19  | Mr. Cyclops       | Mr Ciclope         | 20 agosto 2012    | 25 marzo 2013             |
| 20  | Mr. Switch        | Mr Switch          | 27 agosto 2012    | 27 marzo 2013             |
| 21  | Mr. Scooter       | Mr Scooter         | 3 settembre 2012  | 28 marzo 2013             |
| 22  | Mr. Airplane      | Mr Aeroplanino     | 10 settembre 2012 | 29 marzo 2013             |
| 23  | Mr. Poet          | Mr Poeta           | 17 settembre 2012 | 1º aprile 2013            |
| 24  | Mr. Alligator     | Mr Alligatore      | 25 settembre 2012 | 3 aprile 2013             |
| 25  | Mr. 1812          | Mr 1812            | 2 ottobre 2012    | 4 aprile 2013             |
| 26  | Mr. Invisible     | Mr Invisibile      | 9 ottobre 2012    | 2 aprile 2013             |